# We Only Know So Much
We Only Know So Much es una película estadounidense de drama de 2018, dirigida por Donal Lardner Ward, que a su vez la escribió, está basada en la novela de Elizabeth Crane Brandt, en la fotografía estuvo George Wieser y los protagonistas son Jeanne Tripplehorn, Damian Young y Loudon Wainwright III, entre otros. El filme fue realizado por Clean Slate Pictures, se estrenó el 23 de junio de 2018.

## Sinopsis
Trata sobre una pareja de mediana edad que tiene dos hijos, se ven forzados a irse de su casa para cuidar a sus padres de avanzada edad.